# Lev berberský
Lev berberský (Panthera leo leo) je jedním ze dvou poddruhů lva (Panthera leo). Vyskytuje se v severní a střední Africe, v Indii a historicky také na Předním východě a v Evropě.
Tradičně bylo rozlišováno 11 poddruhů lva, rozsáhlá taxonomická revize z roku 2017 však prokázala existenci pouze dvou. Šest dřívějších poddruhů v jižní a východní Africe je dnes považováno za jediný se jménem lev kapský (Panthera leo melanochaita) a pět dřívějších poddruhů v severní a střední Africe a v Indii je dnes označováno jediným jménem lev berberský (Panthera leo leo).
Pět dříve rozlišovaných poddruhů lva berberského bylo popsáno na základě drobných morfologických znaků, které se vyskytují u místních populací a nemají taxonomickou hodnotu.

## Dříve rozlišované poddruhy

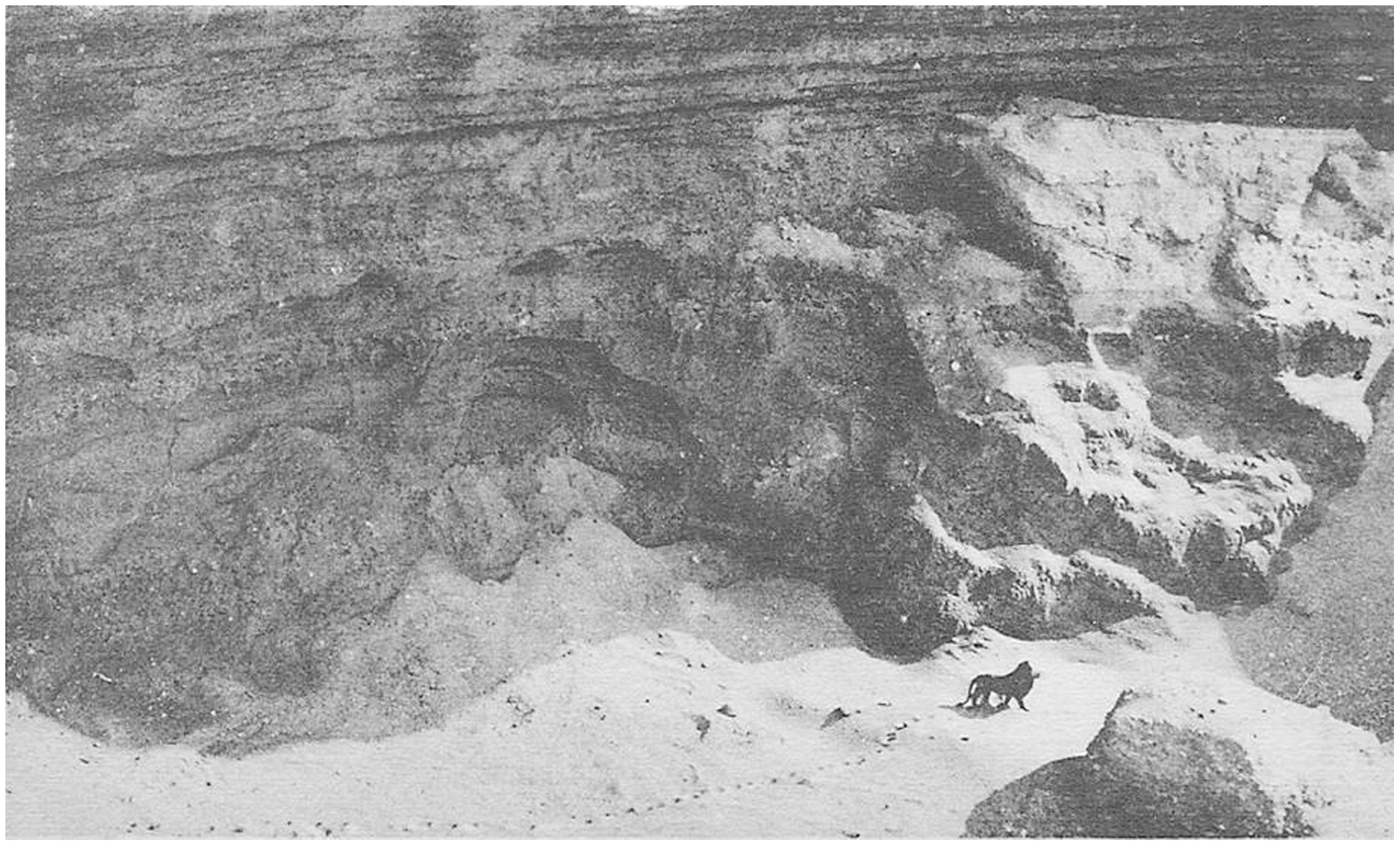
Poslední fotografie lva berberského z přírody (pohoří Atlas, 1925).

### Lev berberský v užším slova smyslu (Panthera leo leosensu stricto)
Tato populace přežívala ve volné přírodě dle některých studií až do poloviny šedesátých let dvacátého století. Její příslušníci se vyznačují velkým vzrůstem a mohutnou hřívou. Všichni berberští lvi, kteří jsou dnes chováni v zajetí, jsou potomky lvů ze soukromé menažerie marockého krále a jsou prokřížení s jinými populacemi lva.
V ČR tyto lvy v současné době chová Zoo Olomouc, které se podařilo přivést na svět už dvacet mláďat, poslední se narodila 11. května 2018. Celkem pět lvíčat se podařilo přivést na svět také v Zoo Plzeň. Chová je také Zoo Hodonín. Dále chov provozuje ZOO Dvůr Králové, kde se nachází automobilem přístupné lví safari. Dále je chovají Zoo Liberec a Zoo Chleby. 
Na Slovensku je chován v Zoo Bojnice, kde byla odchována 2 mláďata.

### Lev senegalský (Panthera leo senegalensis)
Tato populace má světlehnědé zbarvení, samci mají nevýraznou až žádnou hřívu, která nikdy nezasahuje na břicho. Původní areál výskytu, který zahrnoval západoafrické oblasti jižně od pouště Sahara a některé další území, se výrazně zmenšil.

### Lev severokonžský (Panthera leo azandica)
Příslušníci této populace z Konga jsou menší než jiní lvi a nevyvinula se u nich břišní hříva. Jako subspecii tyto lvy popsal Joel Asaph Allen roku 1924, holotypem se stala lebka a kůže označené jako AMNH M-52084.

### Panthera leo kamptzi
Lvi náležející k tomuto bývalému poddruhu obývají Kamerun a přilehlé oblasti.

### Lev perský (Panthera leo persica)
Historické rozšíření této populace lva berberského se táhlo v pásu území od Turecka na západě až po střední Indii na východě. V současnosti žije v omezeném počtu 650 jedinců pouze v Indii ve státě Gudžarát.
Oproti jiným populacím dosahují tito lvi v průměru poněkud menšího vzrůstu a hříva samců bývá méně rozsáhlá. Na břiše mají podélný lalok volně visící kůže, jenž africkým lvům chybí. Z hlediska sociální organizace je hlavním rozdílem to, že jejich smečky nejsou tak početné a málokdy zahrnují i dospělé samce. Ti se ke lvicím připojují většinou jen v době páření nebo občas také při konzumaci větší kořisti.